# Ruștin
Ruștin románul: Ruștin, falu Romániában, a Bánságban, Krassó-Szörény megyében.

## Fekvése
Somosréve (Cornereva) mellett fekvő település.

## Története
Ruştin korábban Somosréve (Cornereva) része volt. 1956-ban vált önálló településsé 36 lakossal.
1966-ban 124, 1977-ben 117, a 2002-es népszámláláskor pedig 103 román lakosa volt.